# 1re législature du Nouveau-Brunswick

La 1re législature du Nouveau-Brunswick a représenté le Nouveau-Brunswick entre le 3 janvier 1786 et 1792.
La législature a été organisée selon la volonté du gouverneur du Nouveau-Brunswick, Thomas Carleton. Les deux premières sessions ont été tenues à la Mallard House, une auberge de Saint-Jean. Les sessions suivantes ont été organisées à Fredericton. 
Amos Botsford a été choisi comme président de la Chambre.

## Liste des députés
| District électoral | Nom                |
| ------------------ | ------------------ |
| Saint John         | William Pagan      |
|                    | Jonathan Bliss     |
|                    | Christopher Billop |
|                    | Ward Chipman       |
|                    | John McGeorge      |
|                    | Stanton Hazard     |
| York               | Daniel Murray      |
|                    | Isaac Atwood       |
|                    | Daniel Lyman       |
|                    | Edward Stelle      |
| Westmorland        | Amos Botsford      |
|                    | Charles Dixon      |
|                    | Samuel Gay         |
|                    | Andrew Kinnear     |
| Kings              | John Coffin        |
|                    | Ebenezer Foster    |
| Queens             | Samuel Dickinson   |
|                    | John Yeomans       |
| Charlotte          | William Paine      |
|                    | James Campbell     |
|                    | Robert Pagan       |
|                    | Peter Clinch       |
| Northumberland     | Elias Hardy        |
|                    | William Davidson   |
| Sunbury            | William Hubbard    |
|                    | Richard Vandeburg  |